# 大嶺實清
大嶺 實清（おおみね じっせい、1933年 - ）は、日本の陶芸家。読谷山窯窯元。沖縄県立芸術大学名誉教授・元学長。

## 経歴
沖縄県出身。返還前の沖縄で小学校教師をした後、画家を志して京都へ移住。哲学者・舩山信一の影響を受け、立命館大学文学部哲学科に入学。1961年に大学を卒業し、陶芸家への道を歩んだ。
1970年、首里城北に「石嶺窯」を、1980年には「読谷村窯」を築く。1986年、沖縄県立芸術大学の開学にともない教授に就任。1997年、同大学退官。また、2002年から2003年まで沖縄県立芸術大学学長を務める。
長男・大嶺由人、次男・大嶺亜人、三男・大嶺音也は、いずれも陶芸家。
沖縄県中頭郡において1980年に竣工させた読谷山窯（設計：洲鎌朝夫／匠設計）は、2011年に第11回日本建築家協会25年賞を受賞した。